# Sudan Social Development Organization
Sudan Social Development Organization, (SUDO) – organizacja non-profit powstała w kwietniu 2001 roku. Jej założycielami są miejscowi intelektualiści, którzy zajęli się prawami człowieka, tzw. peace building, czyli łagodzeniem konfliktów między różnymi grupami etnicznymi, oraz konkretną pomocą dla uchodźców.
Założyciele, miejscowi intelektualiści: lekarze, inżynierowie, prawnicy, nauczyciele – mając świadomość, że za ich edukację i pozycję społeczną "zapłacili" dzisiejsi uchodźcy, postanowili im pomóc.